# Os Olhos de Tammy Faye
The Eyes of Tammy Faye (bra/prt: Os Olhos de Tammy Faye) é um filme de drama biográfico estadunidense de 2021 dirigido por Michael Showalter e escrito por Abe Sylvia. O filme é baseado no documentário homônimo de Fenton Bailey e Randy Barbato e retrata a história polêmica dos televangelistas Tammy Faye Messner e Jim Bakker, interpretados por Jessica Chastain e Andrew Garfield, respectivamente.
Teve sua estreia mundial no Festival Internacional de Cinema de Toronto em setembro de 2021 e foi lançado em 24 de setembro de 2021 pela Searchlight Pictures. O filme arrecadou US$ 2,4 milhões e recebeu críticas mistas, que elogiou as atuações, mas criticou o roteiro.

## Sinopse
Os Olhos de Tammy Faye é uma ficção que acompanha a ascensão e queda da televangelista norte-americana Tammy Faye Bakker (Jessica Chastain) e de seu marido, Jim Bakker (Andrew Garfield) nas décadas de 1970 e 1980, que vieram de origens humildes e conseguiram criar a maior rede de radiodifusão religiosa do mundo. Conseguindo reverência por sua mensagem de amor, aceitação e prosperidade, Tammy Faye era lendária por sua beleza, seus olhos de maquiagem bem marcada, seu canto e seu jeito com as pessoas. No entanto, os escândalos e seus rivais procuraram alguma forma de derrubar seu império - e ela tentará superar os ataques e retomar tudo o que construiu.

## Elenco
- Jessica Chastain como Tammy Faye Bakker
  - Chandler Head como Tammy Faye (jovem)
- Andrew Garfield como Jim Bakker
- Cherry Jones como Rachel LaValley
- Vincent D'Onofrio como Jerry Falwell
- Fredric Lehne como Fred Grover
- Louis Cancelmi como Richard Fletcher
- Sam Jaeger como Roe Messner
- Gabriel Olds como Pat Robertson
- Mark Wystrach como Gary Paxton
- Jay Huguley como Jimmy Swaggart
- Randy Havens como  Steve Pieters
- Jess Weixler como Makeup Artist (voz)

## Lançamento
O filme teve sua estreia mundial no Festival Internacional de Cinema de Toronto de 2021. Foi lançado nos cinemas em 24 de setembro de 2021.

## Recepção
No Rotten Tomatoes, 66% de 182 críticas são positivas, com uma nota média de 6,5 de 10. O consenso dos críticos do site diz: "The Eyes Of Tammy Faye podem ter focado mais nitidamente na história do tema, mas a atuação de Jessica Chastain torna difícil desviar o olhar". O Metacritic atribuiu ao filme uma pontuação média ponderada de 55 de 100, com base em 42 avaliações, indicando "críticas mistas ou médias".